# New Compassion (álbum)
New Compassion é o segundo álbum de estúdio da banda Haerts (estilizado como HAERTS) lançado em 5 de outubro de 2018 pela Arts & Crafts. Nini Fabi e Ben Gabert decidiram deixar as suas criatividades fluírem livremente, independente do resultado final. E marca um novo começo para os dois, tendo a autotransformação e a persistência inabalável como temas centrais . O álbum foi inteiramente produzido e escrito pela dupla. O lançamento do álbum foi precedido dos singles “Your Love” em 3 de março de 2017, “No Love for the Wild” em 19 de maio, “The Way” em 8 de dezembro e “New Compassion”, faixa-título do álbum, em 18 de maio de 2018.

## Singles
O primeiro single foi “Your Love” sendo lançado em 3 de março de 2017. É descrito como “uma baladinha de cortar o coração e desistir de um amor” pela TecoApple. Esta faixa aparece na trilha sonora da segunda temporada de 13 Reasons Why.
“No Love for the Wild” foi o segundo single do álbum e seu lançamento ocorreu em 19 de maio de 2017. Esta faixa é descrita, pela vocalista, como “um amor que está que está profundamente ligado, mas completamente livre”.
O terceiro single, “The Way”, foi lançado em 8 de dezembro de 2017, sendo descrita pela Nina Fabi, vocalista da banda, algo sobre “destemor, força e transformação”. A banda revelou a faixa no Rough Trade NYC no mesmo dia de seu lançamento.
“New Compassion”, faixa-título do álbum, foi lançado como single em 18 de maio de 2018. A KEXP transmitiu o novo trabalho da banda na rádio como A Canção do Dia.

## Lista de faixas
| N.º            | Título                           | Compositor(es)         | Produtor(es)   | Duração |  |
| 1.             | "No Love for the Wild"           | Nini Fabi e Ben Gabert | Haerts         | 4:14    |  |
| 2.             | "The Way"                        | Nini Fabi e Ben Gabert | Haerts         | 4:12    |  |
| 3.             | "In This Time"                   | Nini Fabi e Gabert     | Haerts         | 3:53    |  |
| 4.             | "Sign"                           | Nini Fabi e Ben Gabert | Haerts         | 3:49    |  |
| 5.             | "Fighter"                        | Nini Fabi e Ben Gabert | Haerts         | 4:43    |  |
| 6.             | "Matter"                         | Nini Fabi e Ben Gabert | Haerts         | 3:59    |  |
| 7.             | "New Compassion"                 | Nini Fabi e Ben Gabert | Haerts         | 4:19    |  |
| 8.             | "Your Love"                      | Nini Fabi e Ben Gabert | Haerts         | 3:43    |  |
| 9.             | "Special"                        | Nini Fabi e Ben Gabert | Haerts         | 4:34    |  |
| 10.            | "Healing"                        | Nini Fabi e Ben Gabert | Haerts         | 2:19    |  |
| 11.            | "No Love for the Wild (Reprise)" | Nini Fabi e Ben Gabert | Haerts         | 6:20    |  |
| Duração total: | Duração total:                   | Duração total:         | Duração total: | 46:05   |  |

- Edição de luxo

Em 12 de junho de 2019, o duo anunciou na sua conta oficial do Instagram que lançaria a edição de luxo do álbum em 21 de junho do mesmo ano. E para divulgar o projeto, o duo lançou a versão acústica de Your Love no mesmo dia.
A edição conta com versões acústicas de algumas faixas e também com faixas do show ao vivo que o duo fez no The Maroccan em Los Angels.
| Faixas do álbum deluxe |                                           |                        |                |         |  |
| N.º                    | Título                                    | Compositor(es)         | Produtor(es)   | Duração |  |
| 12.                    | "The Creek (Live at the Moroccan Lounge)" | Nini Fabi e Ben Gabert | Haerts         | 5:24    |  |
| 13.                    | "The Way (Live at the Moroccan Lounge)"   | Nini Fabi e Ben Gabert | Haerts         | 4:36    |  |
| 14.                    | "Fighter (Live at the Moroccan Lounge)"   | Nini Fabi e Ben Gabert | Haerts         | 6:15    |  |
| 15.                    | "Healing (Live at the Moroccan Lounge)"   | Nini Fabi e Ben Gabert | Haerts         | 1:54    |  |
| 16.                    | "Your Love (Acoustic)"                    | Nini Fabi e Ben Gabert | Haerts         | 4:14    |  |
| 17.                    | "In This Time (Acoustic)"                 | Nini Fabi e Ben Gabert | Haerts         | 4:02    |  |
| 18.                    | "New Compassion (Acoustic)"               | Nini Fabi e Ben Gabert | Haerts         | 3:42    |  |
| Duração total:         | Duração total:                            | Duração total:         | Duração total: | 1:16:52 |  |